# Rudolf Siemering
Leopold Rudolf Siemering, född den 10 augusti 1835 i Königsberg (nuvarande Kaliningrad), död den 23 januari 1905 i Berlin, var en tysk skulptör.
Siemering började som hantverkare, studerade i sin födelsestad och för Blaeser i Berlin, där han förblev bosatt. Han väckte uppseende genom Penelope (1860) och genom tävlingsskiss till Schillermonument (1863; Reinhold Begas segrade i tävlingen), utförde monumentalverk, utmärkta för sund, kraftig realism: Vilhelm I, sittande staty i marmor (börsen i Berlin, förstörd), Leibniz (vetenskapsakademien i Budapest), en skiss till Goethemonument för Berlin (1872), som inte blev antagen, lika litet som skissen till Lessingmonument (dithörande statyett av Lessing i brons 1886, i Berlins nationalgalleri), Fredrik II (i Marienburg 1877), staty av ögonläkaren Graefe (med reliefer i polykrom behandling, 1882, vid kliniken Charité i Berlin), Luthermonumentet i Eisleben (1883), krigsmonumentet i Leipzig (1888, med ryttarstatyer av Bismarck, Moltke och bilden av Germania, förstört under DDR-tiden), den heliga Gertraude (grupp på Gertraudenbrücke i Berlin, 1896), kejsar Vilhelm (staty i Ruhmeshalle, Berlin, samma år, andra i Magdeburg 1897 och i Siegesallé i Berlin 1901), ett monument över Haydn, Mozart och Beethoven i Tiergarten i Berlin (marmor 1904), Bismarck (Bielefeld, samma år), Heinrich von Treitschke (framställd talande från katedern, utställd 1904, utanför universitetet i Berlin, förstörd under DDR-tiden), och det kolossala, figurrika Washingtonmonumentet i Philadelphia (utfört efter internationell tävlan, fullbordat 1897). Siemering var professor och medlem av Berlinakademiens senat. Han behandlas i en monografi av Berthold Daun (1906) och av Georg Brandes i Samlede Skrifter (XIV, 1904).